# C11orf44
C11orf44 (англ. Chromosome 11 open reading frame 44) – білок, який кодується однойменним геном, розташованим у людей на 11-й хромосомі. Довжина поліпептидного ланцюга білка становить 122 амінокислот, а молекулярна маса — 13 691.
| 10         |  | 20         |  | 30         |  | 40         |  | 50         |
| ---------- |  | ---------- |  | ---------- |  | ---------- |  | ---------- |
| MVLLCLFLAS |  | LAATPRAGVT |  | GAWPTSGLSI |  | LAQLQPSCEL |  | RWTQLSRSSW |
| RDLVMTTSLW |  | SLAYFQHFSQ |  | ETTTQEQLDE |  | MEEIPRESQC |  | GRQDFHALSC |
| PTASPRDRVL |  | LCCPGWRAMV |  | PS         |  |            |  |            |

A: Аланін

C: Цистеїн

D: Аспарагінова кислота

E: Глутамінова кислота

F: Фенілаланін

G: Гліцин

H: Гістидин

I: Ізолейцин

L: Лейцин

M: Метіонін

P: Пролін

Q: Глутамін

R: Аргінін

S: Серин

T: Треонін

V: Валін

W: Триптофан

Секретований назовні.